# Anilocra alloceraea
Anilocra alloceraea là một loài chân đều trong họ Cymothoidae. Loài này được Koelbel miêu tả khoa học năm 1879.